# Полоскалка
Полоскалка — невелика плавуча пристань із залізним каркасом, зверху оббита дерев'яними дошками. По краях поручні та столи, на яких розвішують випрані речі.
Полоскалки досі активно використовують У Великому Устюзі (Російська Федерація) щоб прати килими, доріжки або одяг.